# Gynerium sagittatum
Canne flèche, Roseau à flèche
Pour les articles homonymes, voir Canne.
Espèce
Synonymes
selon tropicos :
- Aira gigantea Steud.
- Arundo fastuosa Willd. ex Steud.
- Arundo festucacea Willd.
- Arundo rugi Molina
- Arundo saccharoides (Bonpl.) Poir.
- Arundo sagittata Aubl. ex P. Beauv.
- Arundo sagittata (Aubl.) Pers.
- Gynerium levyi E. Fourn.
- Gynerium parviflorum Nees
- Gynerium procerum P. Beauv.
- Gynerium saccharoides Bonpl.
- Saccharum sagittatum Aubl. - Basionyme

 
selon GBIF :
- Arundo sagittata (Aubl.) Pers.
- Arundo sagittata Aubl.
- Arundo sagittata Aubl. ex P.Beauv.
- Gynerium saccharoides Kunth
- Saccharum sagittatum Aubl. - Basionyme[2]

Gynerium sagittatum est une espèce de plantes monocotylédones de la famille des Poaceae, sous-famille des Panicoideae, d'origine néotropicales. C'est l'unique espèce du genre Gynerium (genre monotypique).
Parmi ses noms vulgaires (vulgarisation scientifique) ou vernaculaires (langage courant) pouvant désigner éventuellement d'autres espèces : roseau (aux Antilles), gynérium sagittée au Québec
mais aussi en Guyane canne flèche,
roseau à flèche (Créole), Wɨwa (Wayãpi), Yakot (Palikur), Uba, Flecha-verdadeira (Portugais).
Elle est connue ailleurs en Amérique latine sous les noms de Caña brava (Pérou, Venezuela), Canna frecha, Frecheira, Caña flecha (Brésil), Caña de flecha (Paraguay), Cañaflecha (Colombie), Chuchío (Bolivie). Au Suriname, on rapporte les noms de Indiaansch pijlgras (néerlandais du Suriname) Pijlriet (Sranan tongo), Peiri (Karib), Kamaroea, et au Guyana, les noms de Ihi (Arawak),  Arrow grass, Ma-buru et Uva grass.

## Description
Gynerium sagittatum est une grande herbe qui peut atteindre et dépasser cinq mètres de hauteur. C'est une espèce particulièrement vigoureuse, qui se développe en peuplements très denses.
Les tiges sont droites et verticales ; leur partie inférieure est recouverte par la base des feuilles dont les limbes sont tombés, tandis que dans la partie supérieure, les feuilles sont disposées éventail. C'est une plante dioïque, dont les hampes florales peuvent amener la plante jusqu'à plus de 9 m de hauteur sur les rives de l'Ucayali (Pérou).
En 1955, Lemée en propose la description suivante :

« Chaumes de 10-15 mèt. à entre-nœuds courts et couverts vers la partie inférieure par les vieilles gaines dont les feuilles sont tombées, les gaines poilues sur le dos et au sommet, les feuilles en général longues de 2 mèt. sur 0,04-0,08, planes dentées formant de grands éventails au sommet des chaumes stériles ; inflorescences en panicules denses, de 1 mèt. et plus à ramifications inclinées, fleurs dioïques, épillets 2-flores, dans les mâles glumes égales (la seconde un peu 'plus large), longues de 2-3 mm., aiguës hyalines 1-nervées, les fleurs à lemma de 3 mm. aiguë glabre 3-nervée, palea plus courte à sommet bidenté ; dans les femelles glumes très inégales, la première de 4 mm., la seconde de 10-12, fleurs à lemma de 2 mm. atténuée en arête fine de 3-4 mm., velue par poils blancs qui dépassent l'arête, palea plus petite poilue à la base, axe de l'épillet glabre se désarticulant à la base de chaque segment. »

— Albert Lemée, 1955.

## Liste des variétés
Selon World Checklist of Selected Plant Families (WCSP) (10 novembre 2016) :
- Gynerium sagittatum var. glabrum Renvoize & Kalliola (1994)
- Gynerium sagittatum var. sagittatum
- Gynerium sagittatum var. subandinum Renvoize & Kalliola (1994)

## Répartition
Gynerium sagittatum est présent du sud du Mexique au nord de l'Argentine en passant par l'Amérique centrale, les Caraïbes, la Colombie, le Venezuela, le Guyana, le Suriname, la Guyane, l'Equateur, le Pérou, le Brésil, la Bolivie, et le Paraguay.

## Écologie
Cette plante dioïque vivace fortement rhizomateuse, ressemble à un roseau géant haut de 2-8 m. Elle pousse souvent en colonies denses, sur les berges des rivières, depuis le niveau de la mer jusqu'à 1 000 m d'altitude. Elle est souvent cultivée proche des villages et campements amérindiens
Présente dans les zones désertiques de la côte péruvienne, on la trouve également dans les zones inondables amazoniennes, sur les plages sableuses, où elle fait ainsi preuve d'une plasticité écologique remarquable, ainsi que l'a décrit Lamotte.
Plusieurs aspects ont été étudiés : 
- la dynamique de croissance de ses populations clonales[14],
- sa variation intraspécifique, et écologique dans l'ouest de l'Amazonie[15],
- la génétique de ses populations en Colombie[16],[17],
- les effets de la variation d'humidité et des phases de la Lune sur la contration de ses tiges[18],
- la prédation de ses tiges par les chenilles de Doratoperas atroparsellas Walk. (Crambidae)[19].

## Utilisations
Dans les Guyanes, la tige de la hampe florale du « roseau à flèches » est séchée au soleil et durcie au feu par les populations amérindiennes pour la confection des flèches pour la chasse et la pêche. On en fait aussi des cannes à pêche.
Le cordon ombilical des bébés est sectionné avec un morceau de hampe florale chez les Wayãpi, tandis que les Palikur font une décoction contraceptive à partir des jeunes pousses écrasées
Les tiges étroitement juxtaposées et liées entre elles sont utilisées dans la construction de cloisons de maisons au Brésil. Les feuilles conviennent à la fabrication de papier,.

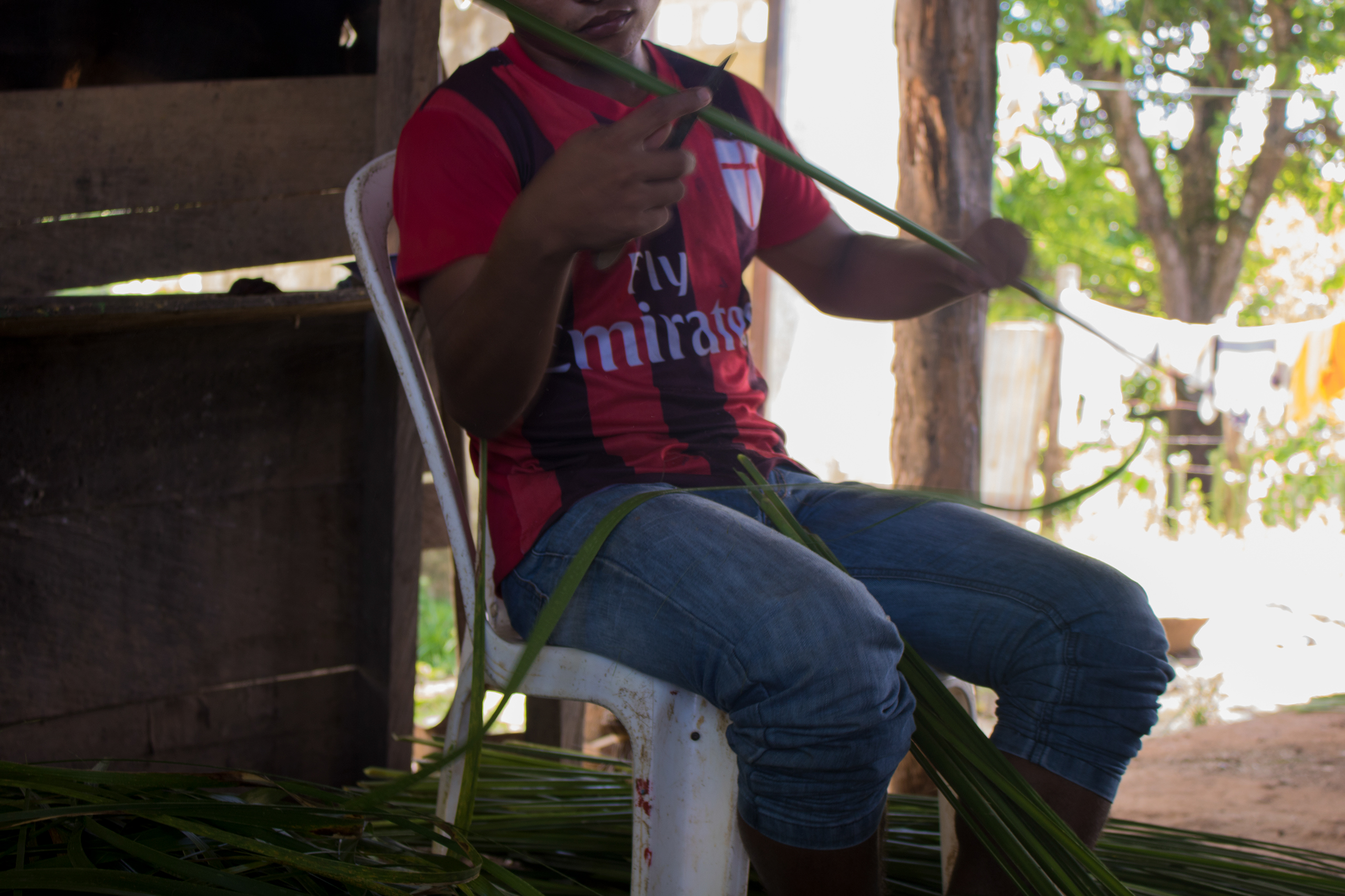
préparation des feuilles de Gynerium sagittatum pour la confection de sombrero vueltiao à San José de Uré (Colombie)

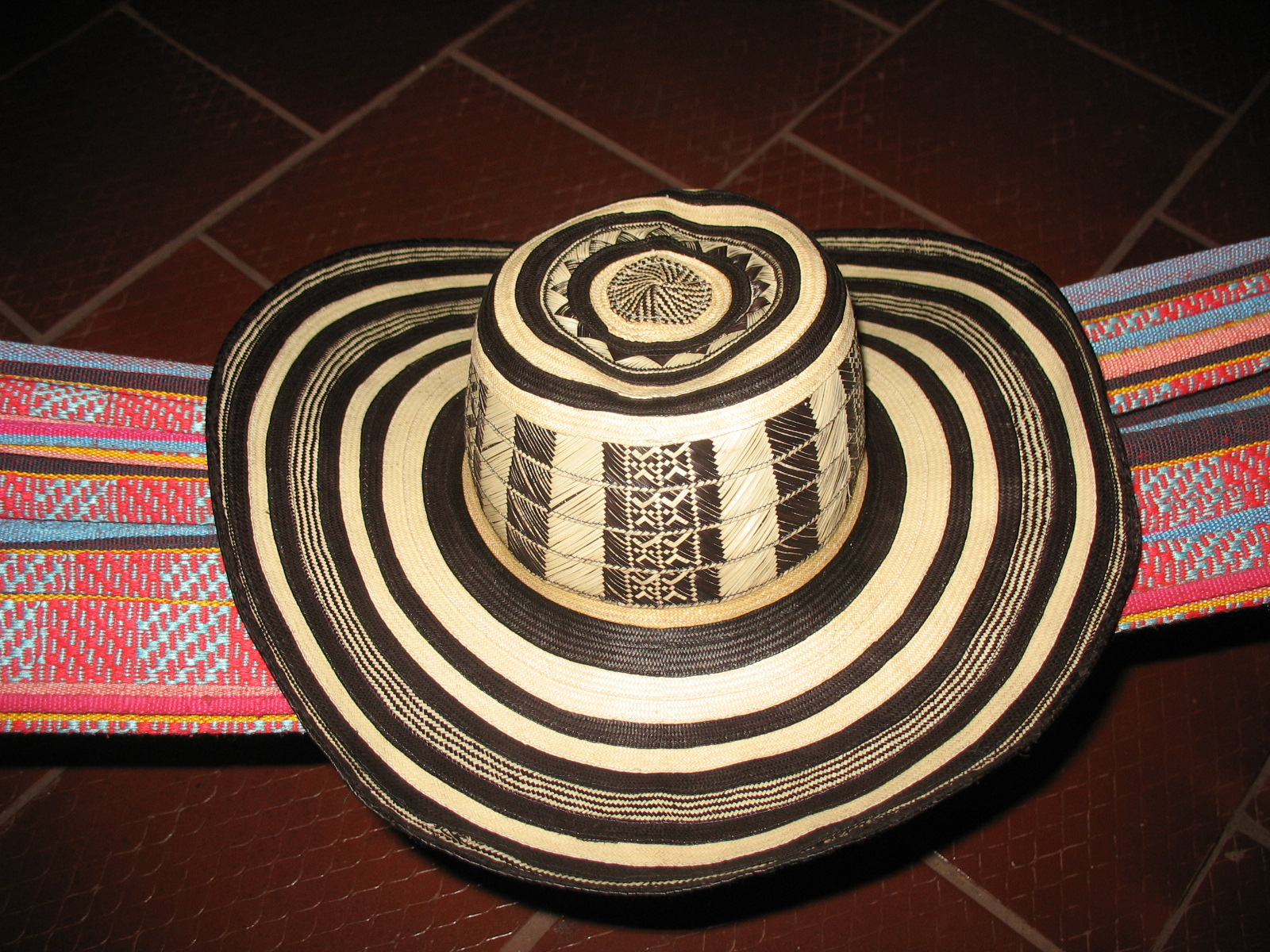
sombrero vueltiao colombien en feuilles de Gynerium sagittatum

En Colombie, les Zenú emploient traditionnellement les fibres de Gynerium sagittatum dans leur artisanat,.
Cette pratique s'est répandue dans le pays pour l'élaboration artisanale d'objets comme des tapis, des paniers et des chapeaux, et notamment le sombrero vueltiao, symbole par excellence de la culture côtière colombienne. Les fibres sont obtenues à partir de la nervure centrale des feuilles, au moyen d'un processus complexe.
En Bolivie, les Mosetén préparent une tisane antiparasitaire et anti-dysentérique avec sa moelle
On a isolé des flavonoïdes originaux dans les racines de Gynerium sagittatum.
Gynerium sagittatum est une plante hyperaccumulatrice de mercure.
Un procédé permet de fabriquer artisanalement des panneaux de particules sans additifs, à partir de Gynerium sagittatum,,,.
Des cultivars de Gynerium sagittatum ont été sélectionnés et testés en multiplication in vitro,, et testé pour la production de protoplastes,
Les recherches ont été menées pour identifier les pratiques anciennes autour de Gynerium sagittatum sur les sites archéologiques.
Le potentiel de Gynerium sagittatum pour la biomasse énergétique a été étudié.
Gynerum sagittatum a été testé en association avec Colocasia esculenta et Heliconia psittacorum pour épurer les lixiviats de décharges.
Gynerum sagittatum peut être utilisé pour lutter contre l'érosion des berges, et pour la composition de bouquets secs.
L'extrait méthanolique de Gynerium sagittatum aurait des effets bénéfiques sur l'hyperplasie bénigne de la prostate chez le rat.

## Histoire naturelle
En 1741, Barrère écrit sur cette plante ainsi :

« ARUNDO Sagittaria. Vuba Braſilianis dicta MARCG. Kourou-Mary. Roſeau à flèches. »

— Pierre Barrère, 1741.
En 1775, le botaniste Aublet en dit ceci : 

« SACCHARUM ſagittatum.
Arundo ſagittaria, VUBA Braſilianis dicta. Marcg. Braſil.p. 4.
KoUROU-MARY. GAL. roſeau à flêches. Barr. Fr. aquinox. 19.

Cette eſpèce croît dans des lieux humides, ſablonneux & maritimes de la Guiane. 
Les tiges mâchées rendent un ſuc doux & ſucré. L'extrémité de la tige porte les fleurs. Cette partie de la tige ſert pour faire les flèches. »

— Jean_Baptiste_Christian_Fusée-Aublet, 1775.

## Galerie

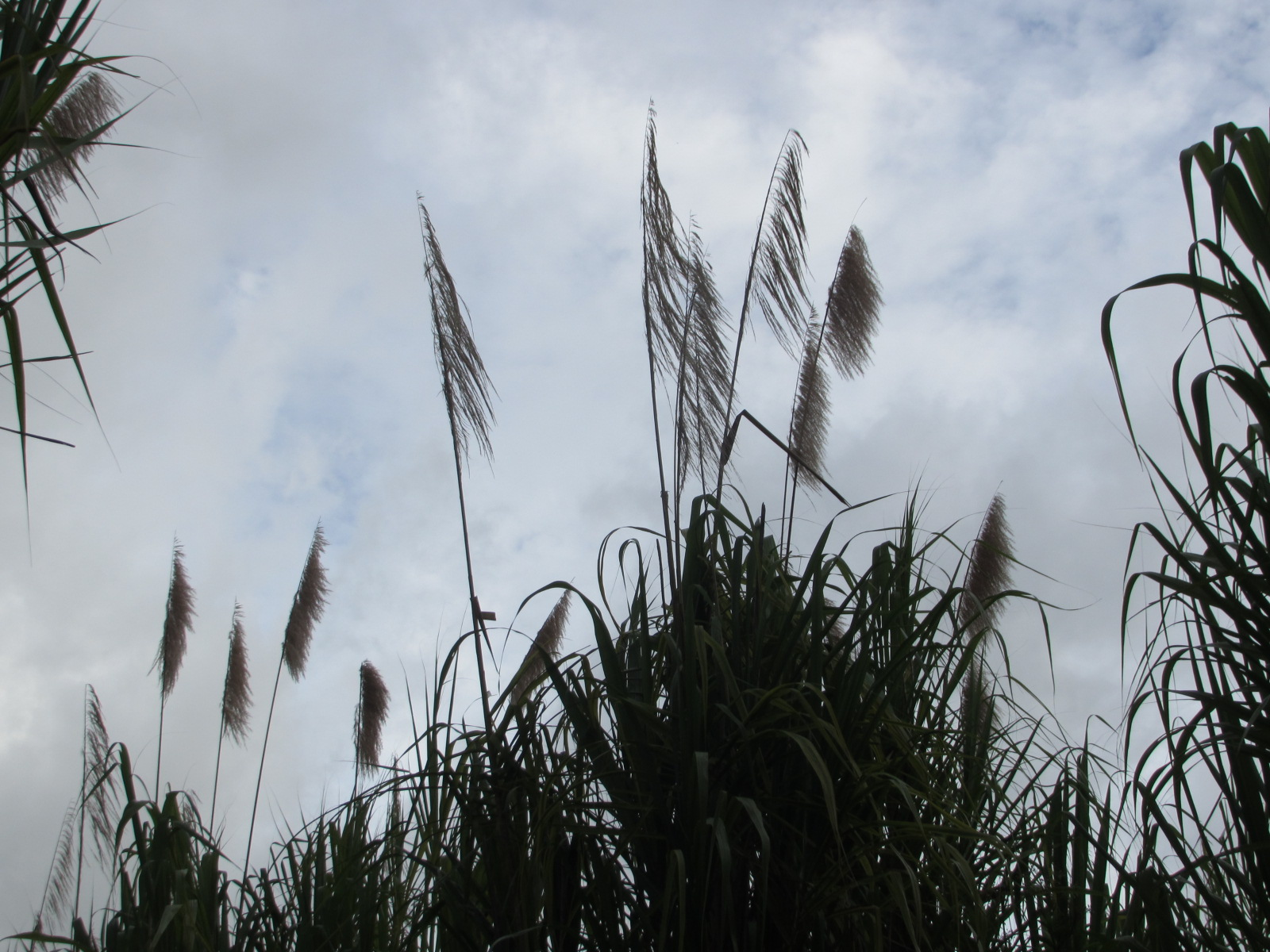
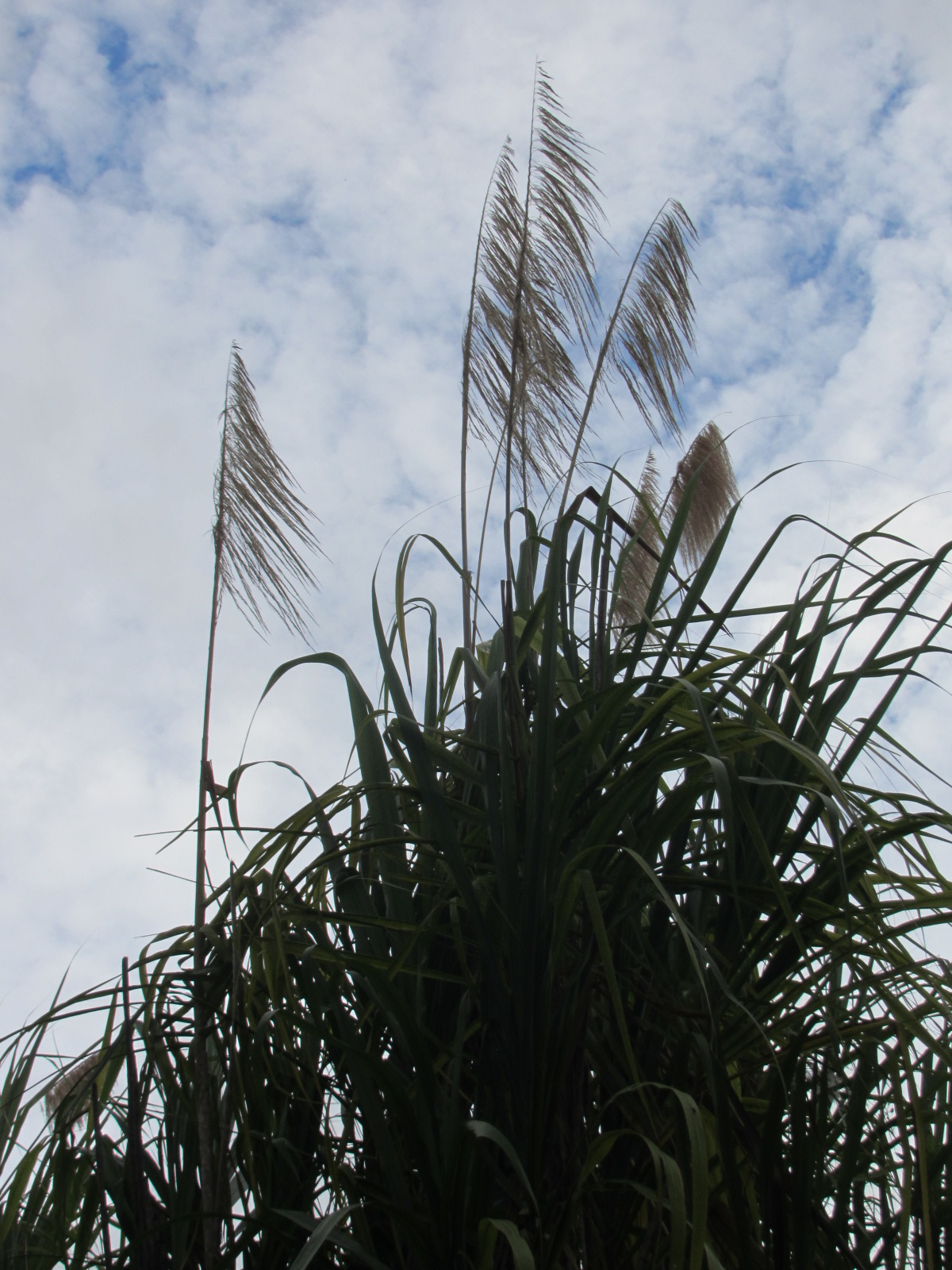
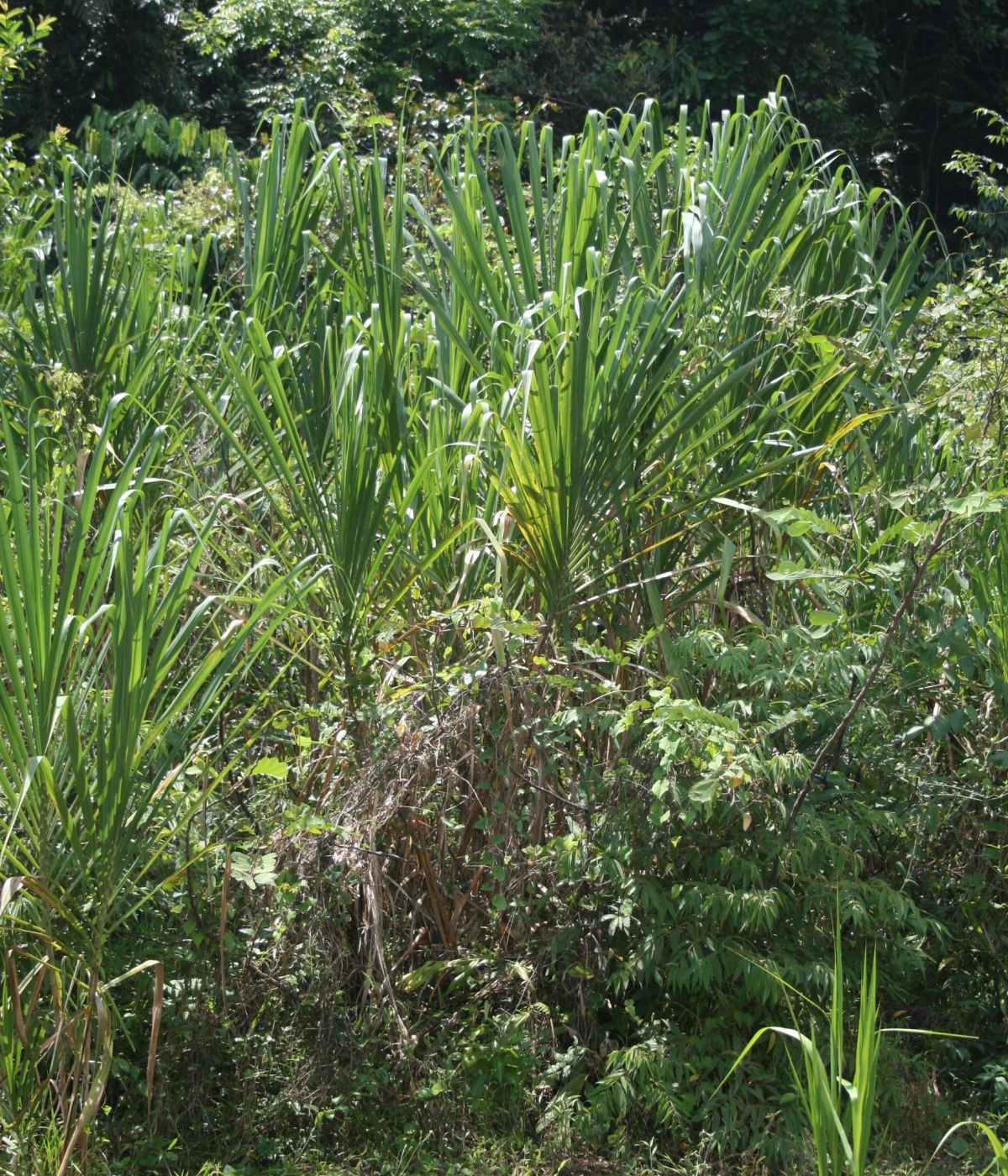
Gynerium sagittatum à Puntarenas (Costa Rica)
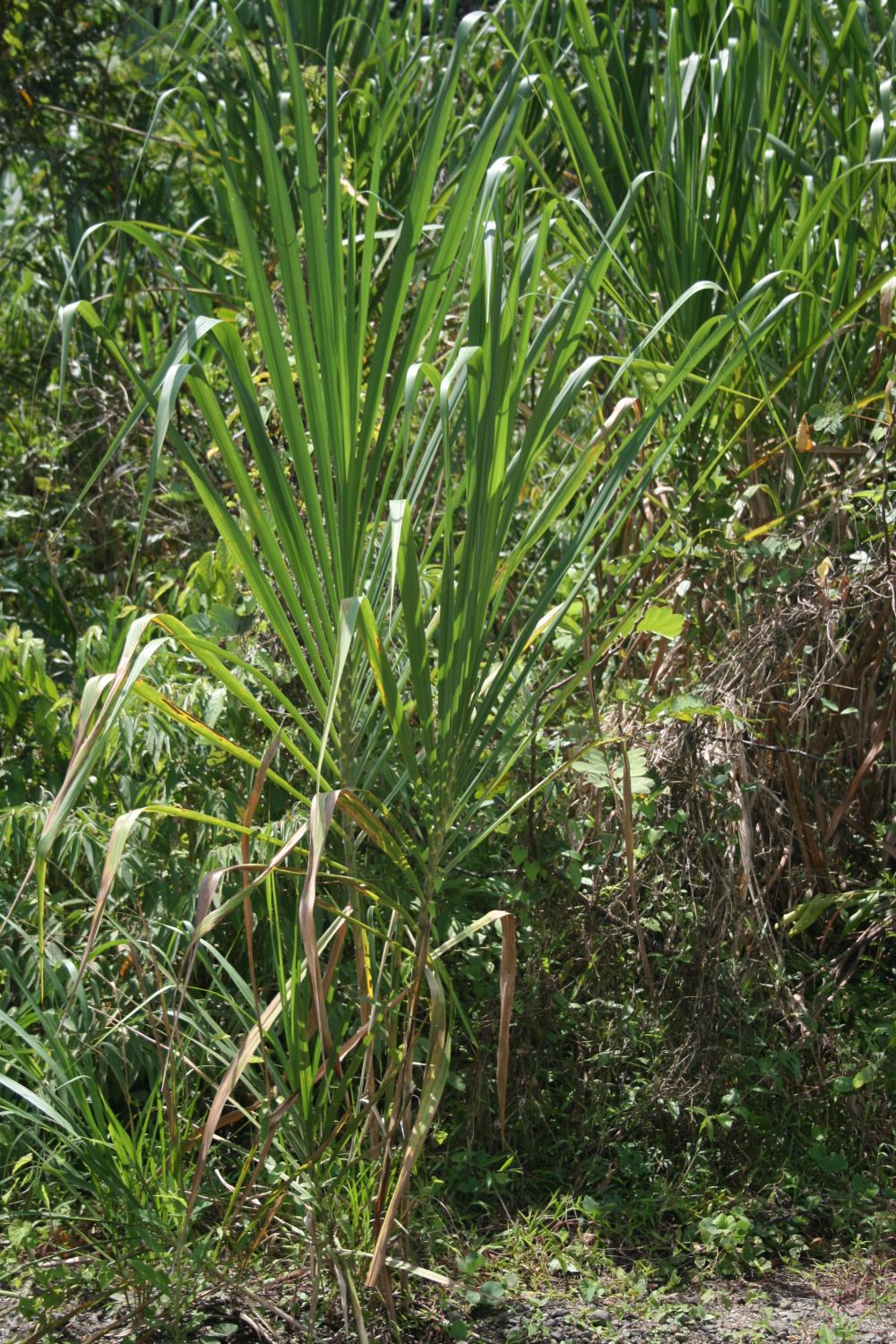
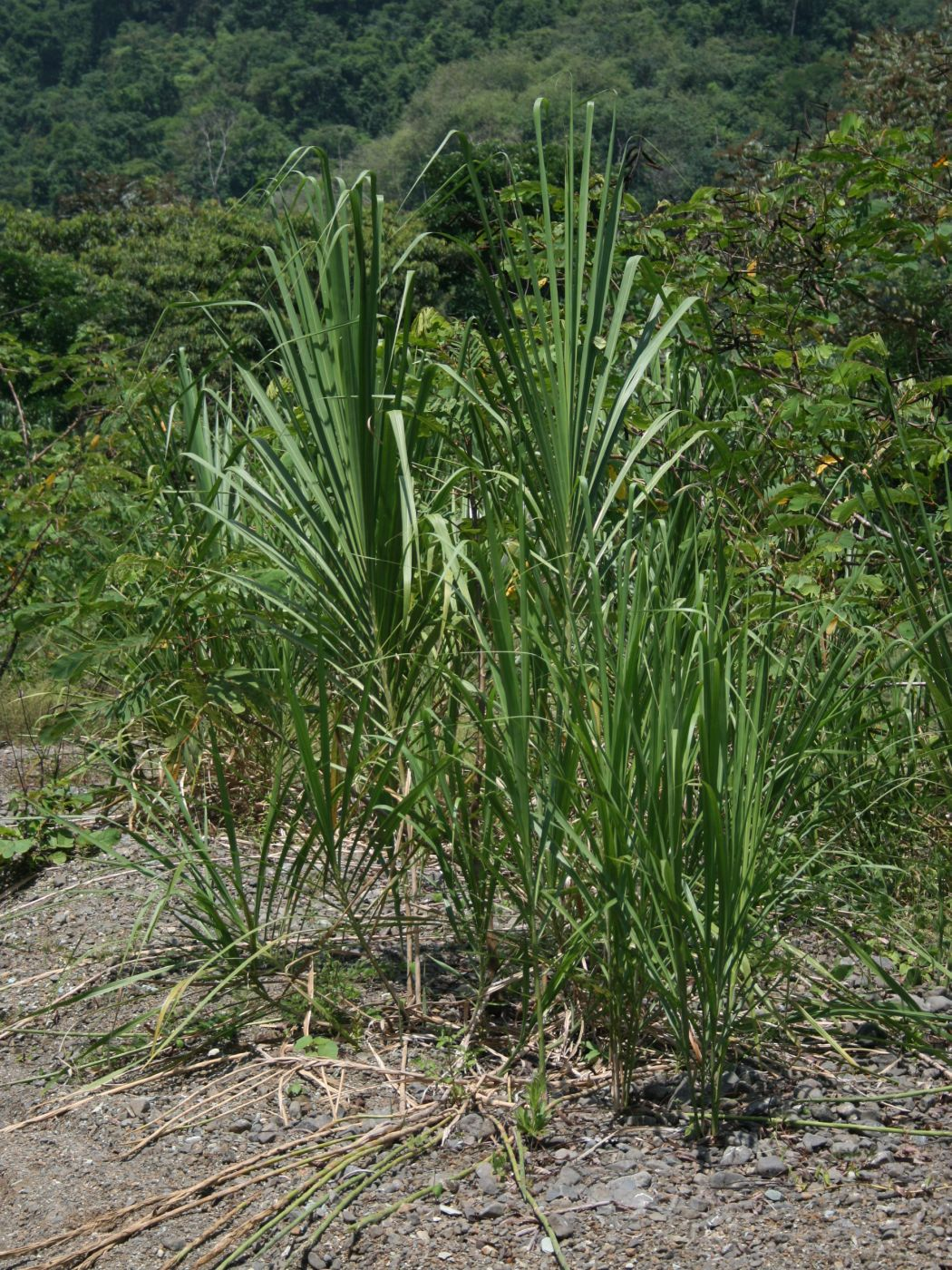
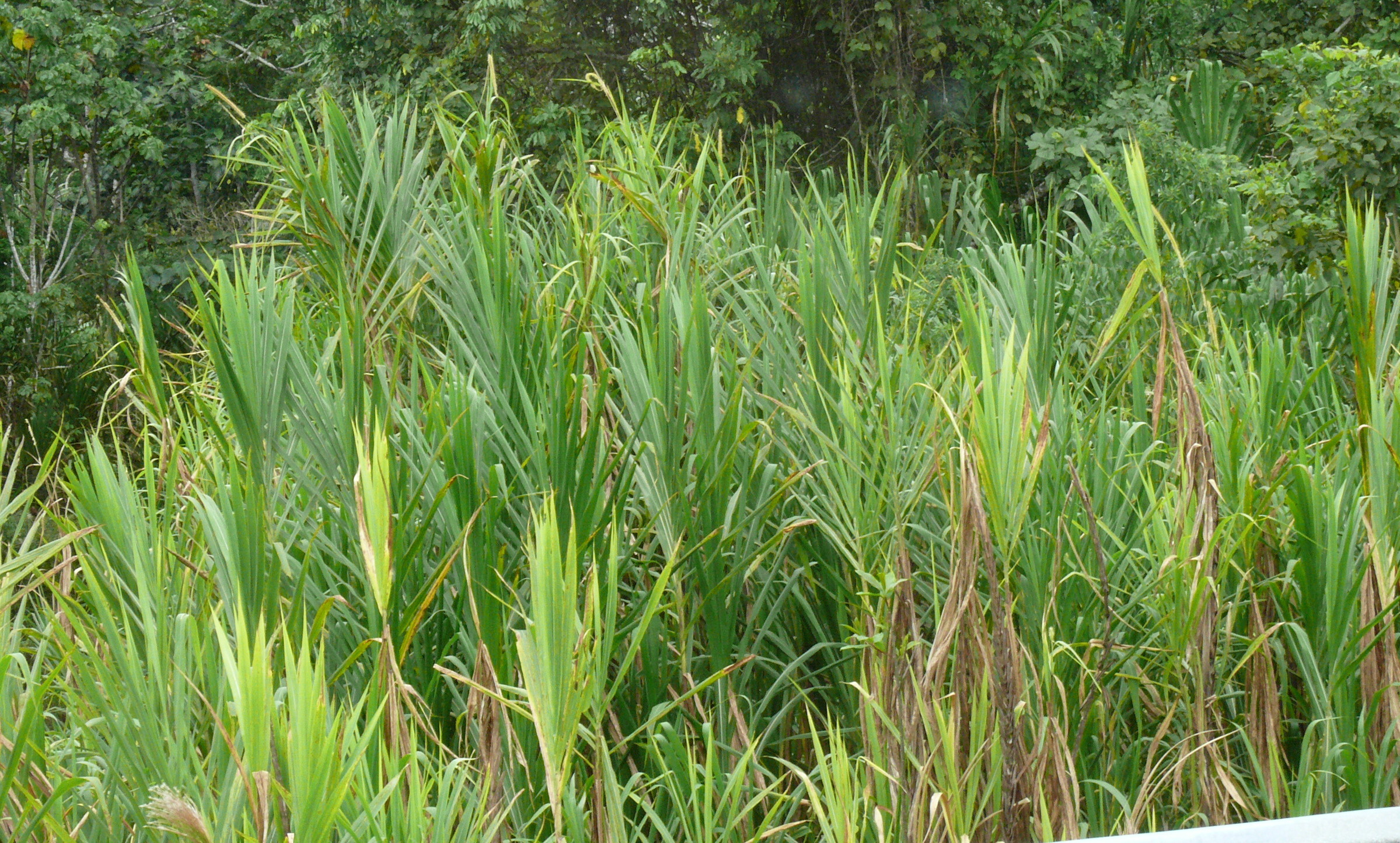
Gynerium sagittatum en Equateur